# Crocidura lepidura
Crocidura lepidura és una espècie de mamífer de la família de les musaranyes (Soricidae) endèmica de Sumatra, a Indonèsia, on viu a altituds d'entre 0 i 2.000 msnm.